# دنيس باردن
دنيس باردن (بالإنجليزية: Dennis Barden)‏ هو رياضياتي بريطاني، ولد في 2 مارس 1936 في Kingswood, Surrey ‏ في المملكة المتحدة.

## وصلات خارجية
- الموقع الرسمي